# غوروان كوچك (قشلاق أهر)
غوروان كوچك (بالفارسية: گوروان کوچک) هي منطقة سكنية تقع في إيران في قسم قشلاق الریفي. يقدر عدد سكانها بـ 15 نسمة .